# Бєлоусово (Воскресенський район)
Бєлоусово (рос. Белоусово) — присілок в Воскресенському районі Нижньогородської області Російської Федерації.
Населення становить 50 осіб. Входить до складу муніципального утворення Глуховська сільрада.

## Історія
Від 2009 року входить до складу муніципального утворення Глуховська сільрада.

## Населення
| 1859 | 1925 | 1999 | 2002 | 2010 |
| ---- | ---- | ---- | ---- | ---- |
| 414  | ↗506 | ↘96  | ↗107 | ↘50  |